# Bão lốc xoáy tại Joplin, 2011
Lốc xoáy tại Joplin là một cơn lốc xoáy multiple-vortex tornado cấp EF5 diễn ra vào 5:41 chiều giờ địa phương ngày 22 tháng 5 năm 2011 tại Joplin, bang Missouri. Cơn lốc này đạt độ rộng tối đa 0,75 dặm (1,21 km) khi càn quét qua thành phố. Ít nhất 125 người thiệt mạng, hơn 1000 người bị thương trong đợt lốc xoáy này. Đây là cơn lốc xoáy gây thương vong nhất Hoa Kỳ trong hơn 60 năm tại Joplin.
Một khảo sát sơ bộ về thiệt hại cơn lốc xoáy của Cục thời tiết bang ở Springfield, Missouri, bắt đầu vào ngày 23 tháng 5. Cuộc điều tra ban đầu xác nhận một cơn lốc xoáy có cường độ một EF4 cao cấp với sức gió lên đến 198 dặm / giờ (319 km / h), quét ít nhất 7 dặm (11 km) trong thành phố. Các cuộc điều tra thiệt hại đang tiếp diễn, tuy nhiên, nổi bật lên bằng chứng cho thấy cơn lốc đạt cường độ EF5 với tốc độ gió khoảng trên 200 dặm / giờ (322 km / h), và đường đi của cơn lốc cũng có thể kéo dài về phía tây và phía đông.